# Kosmos 109
Kosmos 109 (ros. Космос 109) – radziecki satelita rozpoznawczy. Piętnasty statek typu Zenit-4 należącego do programu Zenit, którego konstrukcja została oparta na załogowych kapsułach Wostok.
Przenosił również eksperymenty biologiczne.